# Santo Estêvão (ort)
Santo Estêvão är en ort i Brasilien.   Den ligger i kommunen Santo Estêvão och delstaten Bahia, i den östra delen av landet, 1 000 km öster om huvudstaden Brasília. Santo Estêvão ligger 242 meter över havet och antalet invånare är 27 279.
Terrängen runt Santo Estêvão är huvudsakligen platt. Santo Estêvão ligger uppe på en höjd. Det finns inga andra samhällen i närheten.
Omgivningarna runt Santo Estêvão är huvudsakligen savann. Runt Santo Estêvão är det ganska tätbefolkat, med 116 invånare per kvadratkilometer.